# 丹頓鎮區 (阿肯色州斯科特縣)
丹頓鎮區（英語：Denton Township）是位於美國阿肯色州斯科特縣的一個行政鎮區。

## 地方資料
丹頓鎮區的面積為74.89平方千米，當中陸地面積為74.37平方千米，而水域面積為0.52平方千米。根據2010年美國人口普查的數據，當地共有人口373人，而人口密度為每平方千米4.98人。